# Chòi mòi tía
Chòi mòi tía hay chòi mòi bun, chòi mòi lá dày, chòi mòi nhọn, chòi mòi đỉa rời, kho liên tu (danh pháp: Antidesma bunius) là một loài thực vật có hoa trong họ Diệp hạ châu. Loài này được (L.) Spreng. mô tả khoa học đầu tiên năm 1824.

## Hình ảnh

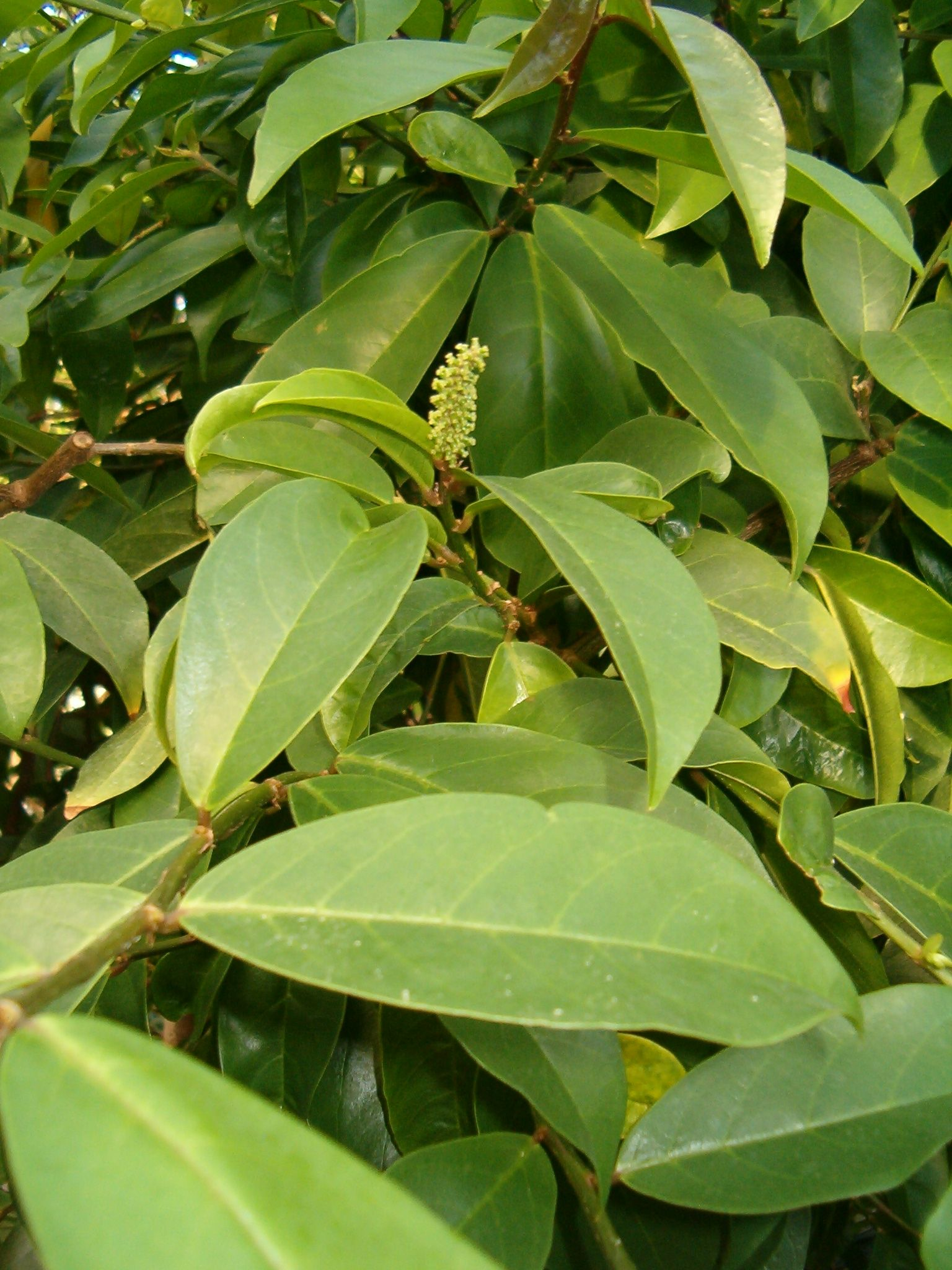
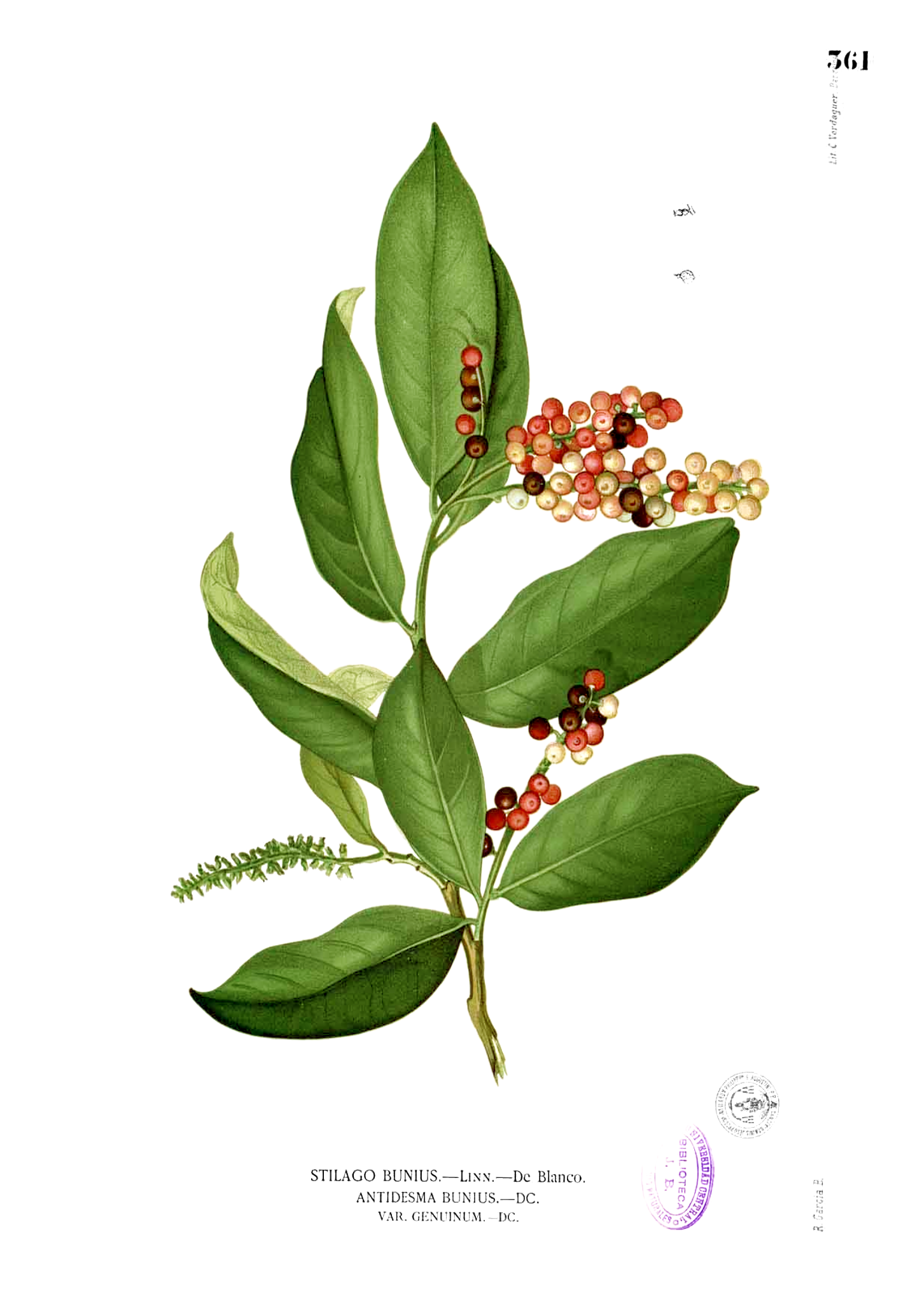
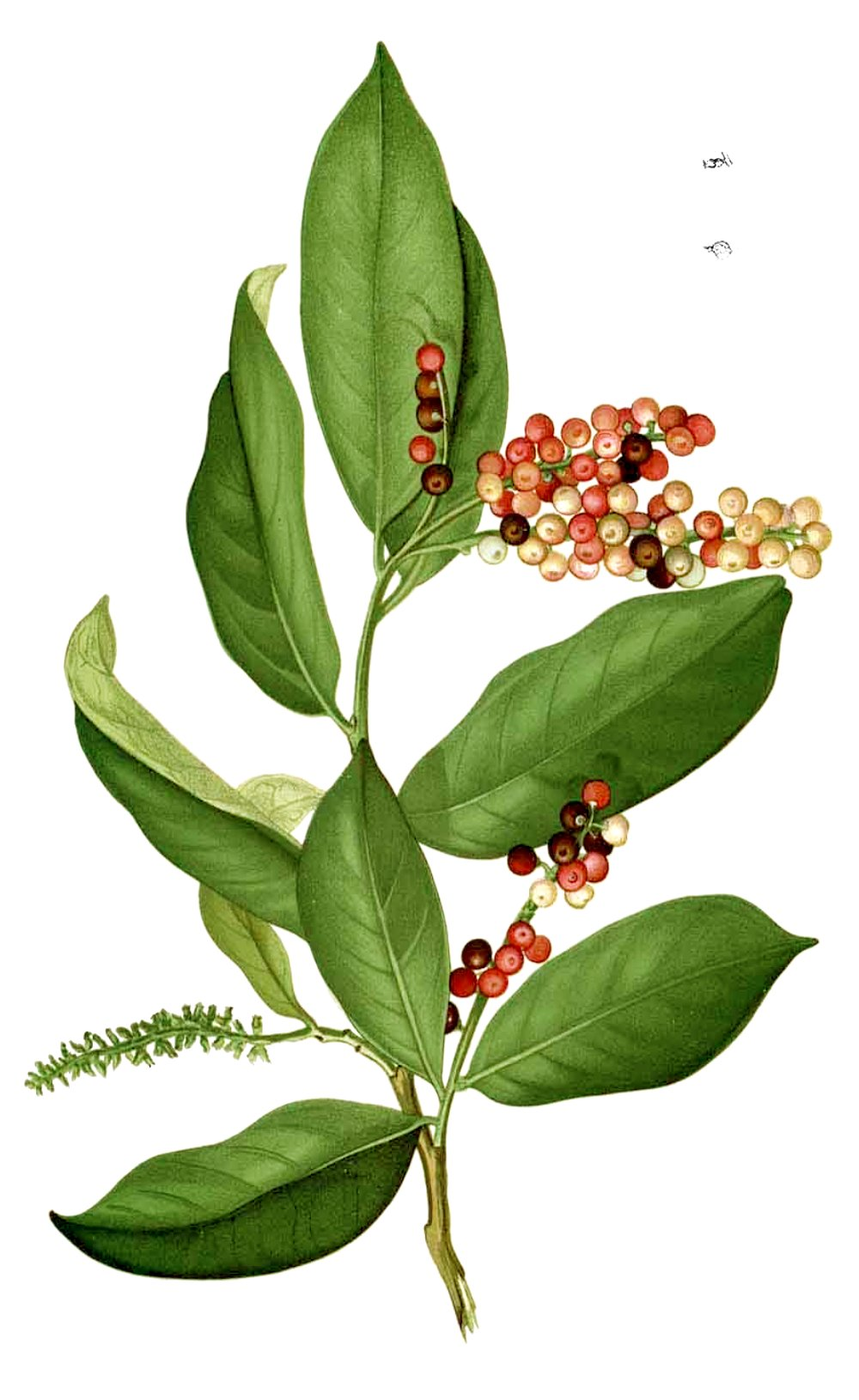
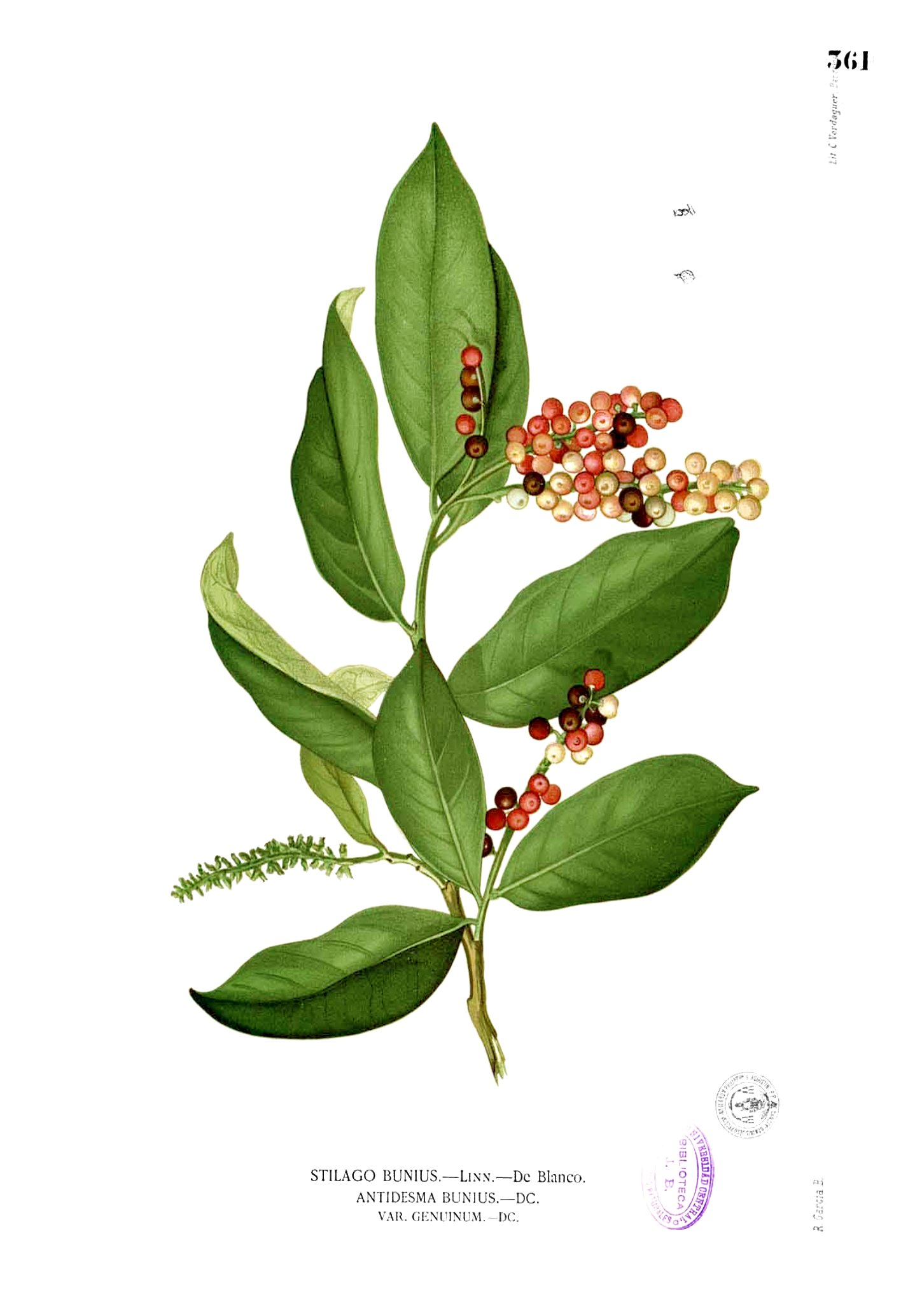